# الیزابت مارول
الیزابت مارول (انگلیسی: Elizabeth Marvel؛ زادهٔ ۲۷ نوامبر ۱۹۶۹) هنرپیشه آمریکایی است. وی از سال ۱۹۹۲ میلادی تاکنون مشغول فعالیت بوده است. از فیلم‌هایی که وی در آن نقش داشته است می‌توان به بخوان و بسوزان، پدیده، سرزمین عادات ثابت و همچنین سریال خانه پوشالی اشاره کرد.